# Ward (amministrazione)
Un ward è, nella terminologia anglosassone, una delle circoscrizioni in cui è suddiviso un comune. Viene in genere identificato con un quartiere, un territorio parrocchiale o un'entità geografica ed in certi casi anche con una figura storica legata ad un certo territorio. Negli Stati Uniti d'America è normale assegnare ai ward solo un indicativo numerico.
Nel caso di aggregazioni municipali politiche, le ex città che formano la nuova metropoli vengono anche chiamate ward.
In alcune parti dell'Inghilterra del Nord, un ward era una sub-entità di una contea, equivalente ad una centena.
- In certe città indiane, come Mumbai e Delhi, ward è un'unità amministrativa della regione della città, l'area della città è divisa in "zone" che a loro volta contengono numerosi ward.[1][2]
- In Giappone, i ward (区?, ku) sono organismi di gestione amministrativa dei quartieri delle municipalità maggiori, denominate città designate per ordinanza governativa.
  - I 23 ward speciali (特別区?, tokubetsu-ku) di Tokyo, che non viene considerata una città ma una metropoli, si differenziano dagli altri ward giapponesi. I poteri amministrativi di ciascuno di essi, tra i quali la nomina da parte dei suoi abitanti di un proprio sindaco, sono equiparabili a quelli di una municipalità.
- In Vietnam, un ward (phường) è una sotto-unità amministrativa di un distretto interno alla città (quận).
- Nel Nepal ward è una divisione politica. Nove ward danno corso ad un Comitato di Sviluppo del Villaggio (VDC); più VDC compongono un distretto, più distretti una zona e più zone (o regioni) costituiscono la nazione